# João Carlos de Bragança (książę de Lafões)
João Carlos de Bragança e Ligne de Sousa, książę de Lafões (ur. 6 marca 1719 w Lizbonie, zm. 10 listopada 1806 tamże) – polityk, wojskowy i podróżnik portugalski.
Przez krótki okres (6 stycznia 1801 – 23 lipca 1801) był pierwszym ministrem Portugalii. Był fundatorem Portugalskiej Akademii Nauk. Walczył w wojnie siedmioletniej (1756–1763) po stronie Austrii, a przeciw Prusom. Później Markiz de Pombal uczynił go swym doradcą.
João Carlos de Bragança znany był na dworach Europy jako erudyta i obieżyświat.